# 医得業生
医得業生（いとくごうしょう）とは、古代日本の律令制において、宮内省の典薬寮に所属し、国家の援助を受けて医学を研修した者を指す。

## 概要
天平2年（730年）3月の太政官の奏上により、吉田宜らに弟子を取らせて業を習わしめ、時服・食料を支給し、医得業生3人を設置したとあるのが、史料における初出である。その目的は、諸博士が高齢で老衰したため、後継者を育てることであった。『令集解』には加えて、大学寮の学生に準じよ、とも記されている。
上述のように、定員は3名であったが、弘仁5年（814年）、内薬司に医得業生4人をおいて医業を教伝せしめ、とあり、4名に増員されている。内薬司は､寛平8年（896年）に典薬寮に併合されている。